# Il destino di un principe
Il destino di un principe (Kronprinz Rudolf/Kronprinz Rudolfs letzte Liebe) è un film per la televisione austro-tedesco-italiano del 2006 diretto da Robert Dornhelm.

## Trama
Il film racconta gli ultimi anni della vita del principe ereditario austriaco Rodolfo d'Asburgo fino alla sua tragica morte a Mayerling.
Vengono messi in risalto i difficili rapporti con il padre, l'Imperatore Francesco Giuseppe, nonché l'affettuoso legame con sua madre, l'Imperatrice Sissi; il fallimentare matrimonio con Stephanie del Belgio; nonché le sue relazioni sentimentali con la prostituta Mizzi Kaspar e con la giovanissima baronessa Mary Vetsera, assieme alla quale morirà a Mayerling.
Il film avalla la ricostruzione in base alla quale l'Arciduca si sarebbe suicidato, travolto non solo da un ruolo che gli pesava e lo imprigionava, ma anche dalla delusione dovuta alla scarsa stima che suo padre sarebbe stato solito esprimergli.

## Produzione
Il film è stato coprodotto da EOS e MR Film per ARD Degeto, ORF e RAI.
Il ruolo principale è interpretato da Max von Thun; da segnalare la presenza di Klaus Maria Brandauer che interpreta il padre del principe, l'Imperatore Francesco Giuseppe, e di Omar Sharif - che interpretò il principe Rodolfo nel film Mayerling del 1968 - nel ruolo del pittore Hans Canon.

## Trasmissione
In Italia è andato in onda lunedì 17 dicembre 2007 alle 21.10 su Rai Uno.